# Strada statale 43 (Polonia)
La strada statale 43 (sigla DK 43, in polacco droga krajowa 43) è una strada statale polacca che attraversa il Paese da Wieluń a Częstochowa.